# ثيودور الثاني لاسكاريس
ثيودور الثاني دوكاس لاسكاريس أو دوكاس لاسكاريس ((باليونانية: Θεόδωρος Β΄ Δούκας Λάσκαρις)‏, Theodōros II Doukas Laskaris; 1221/1222 – 18 أغسطس، 1258) كان إمبراطور نيقية من 1254 إلى 1258. كان الولد الوحيد للإمبراطور يوحنا الثالث دوكاس فاتاتزس والإمبراطورة إيرين لاسكارينا. كانت والدته الابنة الكبرى لثيودور الأول لاسكاريس الذي أسس الإمبراطورية النيقية بوصفها دولةً خلفًا للإمبراطورية البيزنطية في آسيا الصغرى، وذلك بعد أن استولى الصليبيون على العاصمة البيزنطية، القسطنطينية، خلال حملتهم الرابعة في عام 1204. تلقى ثيودور تعليمًا ممتازًا على يد باحثَين مشهورين هما نيكفوروس بليميديس وجورج أكروباليتس. وقد كوّن صداقات مع مثقفين شباب، خصوصًا مع خادم ذي مكانة اجتماعية منخفضة اسمه جورج موزالون. بدأ ثيودور بكتابة أبحاث حول مواضيع لاهوتية وتاريخية وفلسفية في شبابه.
رتب الإمبراطور يوحنا الثالث زواج ثيودور بماري إيلينا البلغارية في عام 1235، لتشكيل تحالف مع والدها إيفان أسين الثاني ضد الإمبراطورية القسطنطينية اللاتينية. وفقًا لثيودور نفسه، كان زواجهما سعيدًا وأنجبا خمسة أو ستة أطفال. عمل ثيودور ملازمًا لدى والده في آسيا الصغرى خلال حملاته العسكرية المتكررة في شبه جزيرة البلقان. منذ عام 1242 تقريبًا، كان حاكمًا مشاركًا لوالده، لكنه لم يُتوّج إمبراطورًا مساعدًا. خلال هذه الفترة، توترت علاقته مع بعض الأرستقراطيين البارزين، خصوصًا ثيودور فيليس وميخائيل بالايلوغوس.
خلف ثيودور والده في 4 نوفمبر عام 1254. أقال العديد من كبار المسؤولين وقادة الجيش من أصل أرستقراطي، واستبدل بهم أصدقاء مخلصين، بمن فيهم أولئك الذين يتمتعون بمكانة اجتماعية منخفضة. شكّل تحالفًا دفاعيًا مع سلطان الروم السلجوقي كيكاوس الثاني ضد إمبراطورية المغول. تصدّى لغزوٍ بلغاري على تراقيا ومقدونيا وأجبر حاكم إيبيروس مايكل الثاني كومنينوس دوكاس على التنازل عن دارس الواقعة على ساحل البحر الأدرياتيكي لنيقية. طرح نظامًا عسكريًا يقضي بتجنيد عدد أكبر من الجنود من بين الفلاحين الأصليين لآسيا الصغرى. أقام مايكل الثاني الإيبيروسي تحالفًا مع ملك صربيا ستيفان يوروس الأول ومانفريد ملك صقلية ضد نيقية. لم يتمكن جنرالات ثيودور المعينون حديثًا من مقاومة غزوهم المُتحد في عام 1257. أُصيب ثيودور بمرض خطير ونادرًا ما كان يشارك في إدارة الدولة خلال الأشهر الأخيرة من حياته. قبل وفاته إما بسبب الصرع المزمن أو السرطان، عيّن جورج موزالون وصيًا على ابنه القاصر يوحنا الرابع. في غضون عشرة أيام، وقع موزالون ضحيةً مؤامرةٍ أرستقراطية، وتولى مايكل بالايوغلوس الوصاية.

## وصلات خارجية
- ثيودور الثاني لاسكاريس على موقع الموسوعة البريطانية (الإنجليزية)

## مزيد من الإطلاع
- Dimiter G. Angelov, "The 'Moral Pieces' by Theodore II Laskaris", Dumbarton Oaks Papers, 65/66 (2011-2012), pp. 237–269

| ثيودور الثاني لاسكاريس سلالة لاسكاريسولد: غير معروف1221 توفي: 18 أغسطس 1258 |                             |                            |
| ألقاب الحكم                                                                 |                             |                            |
| سبقه John III Doukas Vatatzes                                               | Emperor of Nicaea 1254–1258 | تبعه يوحنا الرابع لاسكاريس |